# Diogo Brás
Diogo Daniel Pires Brás (sinh ngày 16 tháng 3 năm 2000) là một cầu thủ bóng đá người Bồ Đào Nha thi đấu cho Sporting CP B, ở vị trí tiền đạo.

## Sự nghiệp bóng đá
Vào ngày 14 tháng 3 năm 2018, Brás có màn ra mắt cho Sporting B trong trận đấu tại LigaPro 2017–18 trước Penafiel.